# Logron
 Logron  es una localidad y comuna de Francia situada en la región de Centro, departamento de Eure y Loir, en el distrito y cantón de Châteaudun
Su población en el censo de 1999 era de 502 habitantes.
Está integrada en la Communauté de communes des Plaines et Vallées Dunoises.

## Demografía
| 518 | 470 | 420 | 491 | 499 | 502 |
| Para los censos de 1962 a 1999 la población legal corresponde a la población sin duplicidades (Fuente: INSEE [Consultar]) |     |     |     |     |     |